# The Velvet Underground and Nico
The Velvet Underground and Nico är debutalbumet av den amerikanska rockgruppen The Velvet Underground. Albumet spelades in 1966 och släpptes i mars 1967.
Förutom originaluppsättningen av The Velvet Underground sjunger även sångerskan Nico på skivan. Det var Andy Warhol, som då producerade bandet, som såg till att hon fick vara med på några av låtarna. De låtar hon sjunger på är "Sunday Morning", "Femme Fatale", "All Tomorrow's Parties" och "I'll Be Your Mirror".
Trots att det fick lite uppmärksamhet när det släpptes har albumet kommit att ses som ett av de mest inflytelserika från 1960-talet. Lou Reed tog med sina sånger upp helt nya koncept och rörde om i grytan kring tabubelagda ämnen. Särskilt låtarna "Heroin" och "I'm Waiting for the Man" som behandlade droger på ett mer direkt sätt än tidigare musik var kontroversiella. Även ämnen som prostitution och sadomasochism behandlades.
Skivan gjorde ett kort besök på Billboard 200-listans nedre region 1967, men återinträdde på amerikanska albumlistan 2013 då det nådde plats 129. Brian Eno sade 1982 om albumet att "Lou Reed sagt till mig att skivan ursprungligen sålde i 30.000 exemplar [...] Jag tror att alla de som köpte ett exemplar startade ett band!"
Det hamnade på 13:e plats när tidningen Rolling Stone utsåg de 500 bästa albumen genom tiderna. År 2006 valdes albumet ut till att bevaras i USA:s kongressbiblioteks National Recording Registry.
Albumet kallas ibland för "bananalbumet" då det på albumets omslag är en bild av en banan, målad av Andy Warhol. På den första tryckningen av skivan var bananen avtagbar, med texten "Peel slowly and see" (Skala långsamt och se). Dessa albumutgåvor värderas idag mycket högt inom skivsamlarkretsar, förutsatt att bananskalet finns kvar.

## Låtlista
Alla låtar är skrivna av Lou Reed, om inget annat anges. 
Sida 1
1. "Sunday Morning" (Lou Reed/John Cale) – 2:56
2. "I'm Waiting for the Man" – 4:39
3. "Femme Fatale" – 2:38
4. "Venus in Furs" – 5:12
5. "Run Run Run" – 4:22
6. "All Tomorrow's Parties" – 6:00

Sida 2
1. "Heroin" – 7:12
2. "There She Goes Again" – 2:41
3. "I'll Be Your Mirror" – 2:14
4. "The Black Angel's Death Song" (Lou Reed/John Cale) – 3:11
5. "European Son" (Lou Reed/John Cale/Sterling Morrison/Maureen Tucker) – 7:46

## Medverkande
- Lou Reed — sång, gitarr, "strutsgitarr"
- Sterling Morrison — gitarr, basgitarr, bakgrundssång
- John Cale — elektrisk altfiol, piano, basgitarr, bakgrundssång; celesta på "Sunday Morning"
- Maureen Tucker — slagverk
- Nico — sång på "Femme Fatale", "All Tomorrow's Parties" och "I'll Be Your Mirror"; bakgrundssång på "Sunday Morning"

Produktion
- Andy Warhol — producent
- Tom Wilson — postproduktionsansvarig, producent av "Sunday Morning"
- Ami Hadami (listad som Omi Haden) — ljudtekniker vid T.T.G. Studios
- Gary Kellgren, Norman Dolph, John Licata — ljudtekniker vid Scepter Studios (ej listade)
- Gene Radice, David Greene — postproduktionsredigerare, remixare

## Fotnoter
1. ↑  https://www.allmusic.com/album/the-velvet-underground-nico-mw0001955423
2. ↑  https://www.billboard.com/music/the-velvet-underground/chart-history
3. ↑  http://music.hyperreal.org/artists/brian_eno/interviews/musn82.htm
4. ↑  https://www.rollingstone.com/music/music-lists/500-greatest-albums-of-all-time-156826/the-velvet-underground-and-nico-the-velvet-underground-52023/
5. ↑  https://www.loc.gov/item/prn-07-039/
6. ↑  https://www.npr.org/sections/therecord/2017/03/11/519306037/velvet-underground-and-nico-50-years-first-record-800-copies-collection?t=1608475978697